# Виконт Мерси

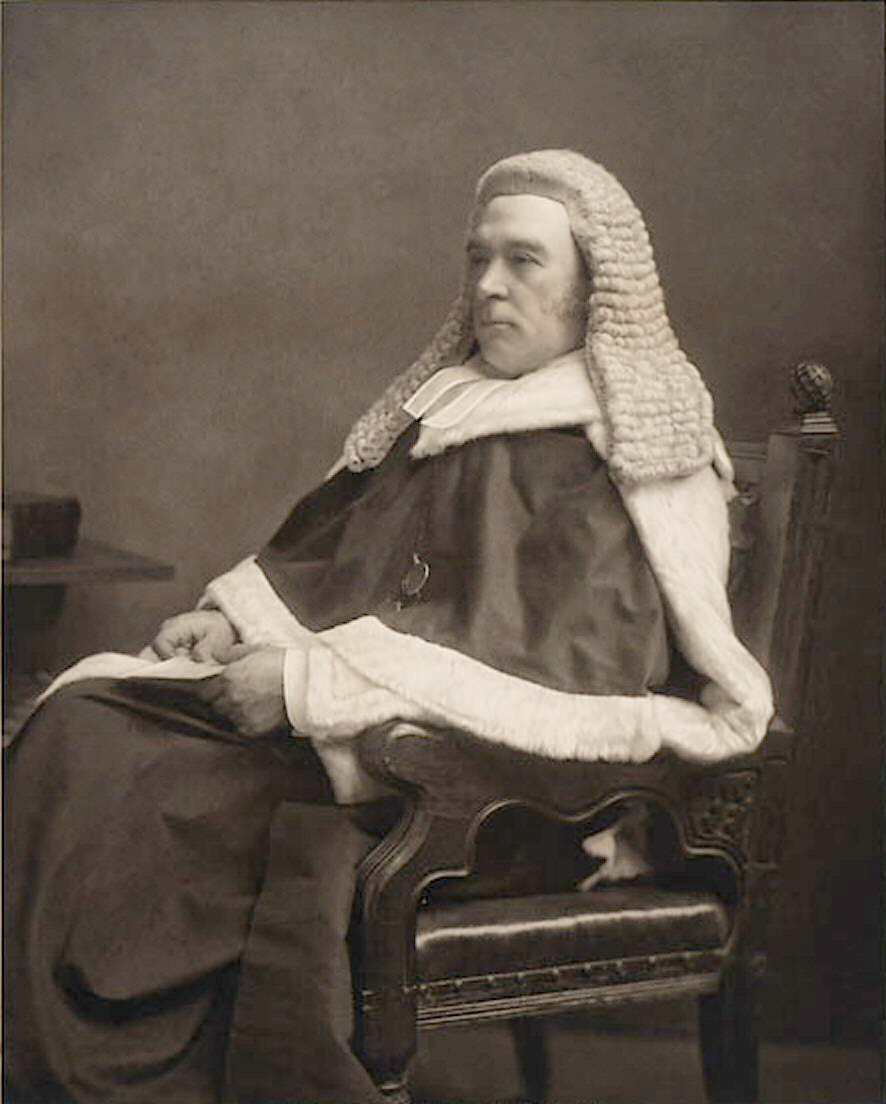
John Bigham, 1st Viscount Mersey.

Виконт Мерси (англ. Viscount Mersey) из Токстета в графстве Ланкашир — наследственный титул в системе Пэрства Соединённого королевства. Он был создан 22 января 1916 года для адвоката и политического деятеля Джона Бигема, 1-го барона Мерси (1840—1929). В 1910 году он уже получил титул барона Мерси из Токстета в графстве Ланкашир (Пэрство Соединённого королевства). Его сын, Чарльз Клайв Бигем, 2-й виконт Мерси (1872—1956), был вице-спикером Палаты общин Великобритании, а также служил в качестве либерального «главного кнута», главного парламентского партийного организатора в Палате лордов (1944—1949). Его сын, Эдвард Клайв Бигем, 3-й виконт Мерси, в 1933 году женился на Кэтрин Петти-Фицморис, 12-й леди Нэрн (1912—1995), старшей дочери Генри Петти-Фицмориса, 6-го маркиза Лансдауна и 10-го лорда Нэрна (1872—1936). Им обоим наследовал их сын, Ричард Морис Клайв Бигем, 4-й виконт Мерси и 13-й лорд Нэрн (1934—2006).
По состоянию на 2024 год носителем титула являлся сын последнего, Эдвард Джон Халлам Бигем, 5-й виконт Мерси (род. 1966), который сменил своего отца в 2006 году.
Семейное гнездо — Бигнор Парк в окрестностях деревни Пулборо в графстве Суссекс.

## Виконтов Мерси (1916)
- 1916—1929: Джон Чарльз Бигем, 1-й виконт Мерси (3 августа 1840 — 3 сентября 1929), второй сын Джона Бингхэма (1814—1880);
- 1929—1956: Чарльз Клайв Бигем, 2-й виконт Мерси (18 августа 1872 — 20 ноября 1956), старший сын предыдущего;
- 1956—1979: Эдвард Клайв Бигем, 3-й виконт Мерси (5 июня 1906 — 2 августа 1979), старший сын предыдущего;
- 1979—2006: Ричард Морис Клайв Бигем, 4-й виконт Мерси (8 июля 1934 — 5 августа 2006), старший сын предыдущего;
- 2006 — настоящее время: Эдвард Джон Халлам Бигем, 5-й виконт Мерси (род. 23 мая 1966), единственный сын предыдущего;
  - Наследник виконтства: достопочтенный Дэвид Эдвард Хью Бигем (род. 14 апреля 1938), дядя предыдущего, второй сын 3-го виконта Мерси;
    - Второй наследник: Чарльз Ричард Петти Бигем (род. 21 апреля 1967), старший сын предыдущего;
      - Третий наследник: Каспар Патрик Ронан Бигем (род. 5 июня 1997), старший сын предыдущего;

  - Наследница лордства Нэрн: достопочтенная Флора Диана Джоан Бигем, леди Нэрн (род. 17 мая 2003), старшая дочь 5-го виконта Мерси.

## Работы
- Mersey (Viscount), Charles Clive Bigham. A Year in China, 1899-1900 (англ.). — Macmillan and Company, limited, 1901.